# Катендорф (Шлезвиг-Холштајн)
Катендорф (њем. Kattendorf) општина је у њемачкој савезној држави Шлезвиг-Холштајн. Једно је од 95 општинских средишта округа Зегеберг. Према процјени из 2010. у општини је живјело 860 становника. Посједује регионалну шифру (AGS) 1060045.

## Географски и демографски подаци
Катендорф се налази у савезној држави Шлезвиг-Холштајн у округу Зегеберг. Општина се налази на надморској висини од 59 метара. Површина општине износи 9,8 km². У самом мјесту је, према процјени из 2010. године, живјело 860 становника. Просјечна густина становништва износи 87 становника/km².

## Међународна сарадња
| Мјесто         | Држава | Врста сарадње | Од    |
| -------------- | ------ | ------------- | ----- |
| Абенра         | Данска | контакт       | 2007. |
| Калиш Поморски | Пољска | контакт       | 1989. |
| Извор          |        |               |       |